# Taikai Uemoto
Taikai Uemoto (上本 大海?, Uemoto Takai; Ibusuki, 1º giugno 1982) è un ex calciatore giapponese, di ruolo difensore.